# PHM Pegasus
PHM Pegasus is een spelsimulator uit 1986, ontwikkeld door Lucasfilm games en uitgebracht door Electronic Arts. Het spel is beschikbaar voor Commodore 64, Apple II, Amstrad CPC, DOS en ZX Spectrum.

## Gameplay
De speler kan in PHM Pegasus drie verschillende voertuigen besturen: een Patrol Hydrofoil Missilecraft (PHM), een Seasprite en een Seahawk. Daarnaast dient hij ook schepen te konvooieren. De missies spelen zich onder andere af in de Perzische Golf, de Levant, de Caraïben en de Golf van Sidra.

### Missies
Het spel bestaat uit 8 verschillende missies. 
- Twee missies dienen in een gelimiteerde tijd uitgespeeld te worden. Hier bestuurt de speler een PHM en dient hij met behulp van een radar nabijgelegen vijandige schepen op te sporen om deze vervolgens te laten zinken.
- In twee andere missies vliegt de speler met een helikopter over de Middellandse Zee om vijandige schepen op te sporen. Eenmaal gevonden dient hij deze schepen te vernietigen met de PHM.
- In twee andere missies surveilleert de speler enkele tankers op een afstand van maximaal 1500 voet. De speler dient met een Seahawk te achterhalen welke schepen illegale wapens transporteren om deze vervolgens te laten zinken.
- In twee andere missies treedt de speler op als beschermeling. In één missie dient hij een konvooi te beschermen dat door de Caraïben vaart, in de andere missie betreft het een goederenschip in de Perzische Golf. De speler beschikt over twee helikopters en dient ervoor te zorgen dat er zo min mogelijk interacties zijn met de vijanden.